# Gabriel Rufián
Gabriel Rufián Romero (ur. 8 lutego 1982 w Santa Coloma de Gramenet) – hiszpański i kataloński polityk oraz aktywista społeczny, poseł do Kongresu Deputowanych XI, XII, XIII i XIV kadencji.

## Życiorys
Ukończył studia poświęcone stosunkom pracy na Uniwersytecie Pompeu Fabry. Na tej samej uczelni uzyskał magisterium z zakresu zarządzania zasobami ludzkimi.
Działał w ruchu Súmate, powołanej w 2013 platformie na rzecz niepodległości Katalonii. W 2015 wszedł w skład sekretariatu krajowego Assemblea Nacional Catalana, utworzonej wówczas organizacji niepodległościowej. W tym samym roku został wskazany jako lider listy wyborczej Republikańskiej Lewicy Katalonii w prowincji Barcelona. W wyborach z grudnia 2015 uzyskał mandat posła do Kongresu Deputowanych, który utrzymywał także w wyborach w 2016, kwietniu 2019, listopadzie 2019 i 2023.